# Taputapuatea
Taputapuatea – gmina oraz miasto na wyspie Raiatea w Polinezji Francuskiej. Według danych na rok 2017 gminę zamieszkiwało 4792 mieszkańców, a gęstość zaludnienia wyniosła 54 os./km². W 2017 roku kamienne posągi Tiki zostały wpisane na listę światowego dziedzictwa UNESCO.

## Klimat
Średnia temperatura wynosi 22 °C. Najcieplejszym miesiącem jest luty (24 °C), a najzimniejszym sierpień (20 °C). Średnia suma opadów wynosi 1400 milimetrów rocznie. Najbardziej wilgotnym miesiącem jest grudzień (248 milimetrów opadów), a najbardziej suchym miesiącem jest lipiec (20 milimetrów opadów).